# 赵苍璧
赵苍璧（1916年3月12日—1993年5月11日），男，陕西清涧人，中华人民共和国政治人物。1935年加入中国共产党；是中共第十一、十二届中央委员。自延安时代，就开始负责中共所在地的公安保卫工作，积累了丰富的侦察工作经验。建国后，一直在公安系统任职；1977年至1983年出任中华人民共和国公安部部长，后又兼任中国人民武装警察部队政治委员。

## 生平

### 早年经历
赵苍璧出生于陕北清涧一个农民家庭；曾在当地赵家沟私塾读书。14岁时，入清涧第二高小，开始接触共产主义思想；后转入县城就读清涧一高。1932年，受谢子长影响投身革命；1934年当选延水县第一区苏维埃主席；1935年2月任延水县保卫局秘书；同年10月，在中央红军到陕北后，参加了西北保卫局举办的保卫培训班；1937年，培训结束后，被留在西北保卫局工作。
此后，赵苍璧曾历任陕甘宁边区保卫处巡视团主任、保卫处三科科长，三边分区保安司令部副司令员，陕甘宁边区保安处训练班主任、便衣队队长，陇东专区保安处处长；1945年，升任陕甘宁边区保卫处副处长；1948年，出任中共中央社会部处长，北平市公安局三处处长。

### 建国后
中华人民共和国成立后，赵苍璧先后在北京、南京、重庆等地的公安部门工作。1955年4月，出任四川省公安厅厅长；次年，进入中共四川省委常委、并兼任四川省副省长；1959年9月，升任中共四川省委书记处书记、兼副省长。
在文化大革命前期，赵苍璧受迫害，被关押；至1972年，才恢复工作，旋即出任四川省革委会政治部副主任；两年后，升任中共四川省委书记（当时设有第一书记）。文革结束后，1977年3月，接替华国锋出任公安部部长、党的核心小组组长、党组书记；1983年1月起，又兼任中国人民武装警察部队政治委员，是中国武警部队仅有的由非现役人员担任的政委。自赵离任后，武警部队增设“第一政委”，专门由非现役的公安部部长兼任，而武警政委则由现役将领担任。
1983年4月离休，1993年5月11日，因病在北京逝世，官方称其为“中国共产党的优秀党员，久经考验的忠诚的共产主义战士，公安战线的杰出领导人之一”。
他还曾是第三届全国人大代表，中共第十一届、十二届中央委员（任职至1985年9月）；在1985年9月的中共中央全体会议、以及中共十三大上，分别被增选、当选为中央顾问委员会委员。